# Jesus schläft, was soll ich hoffen? BWV 81

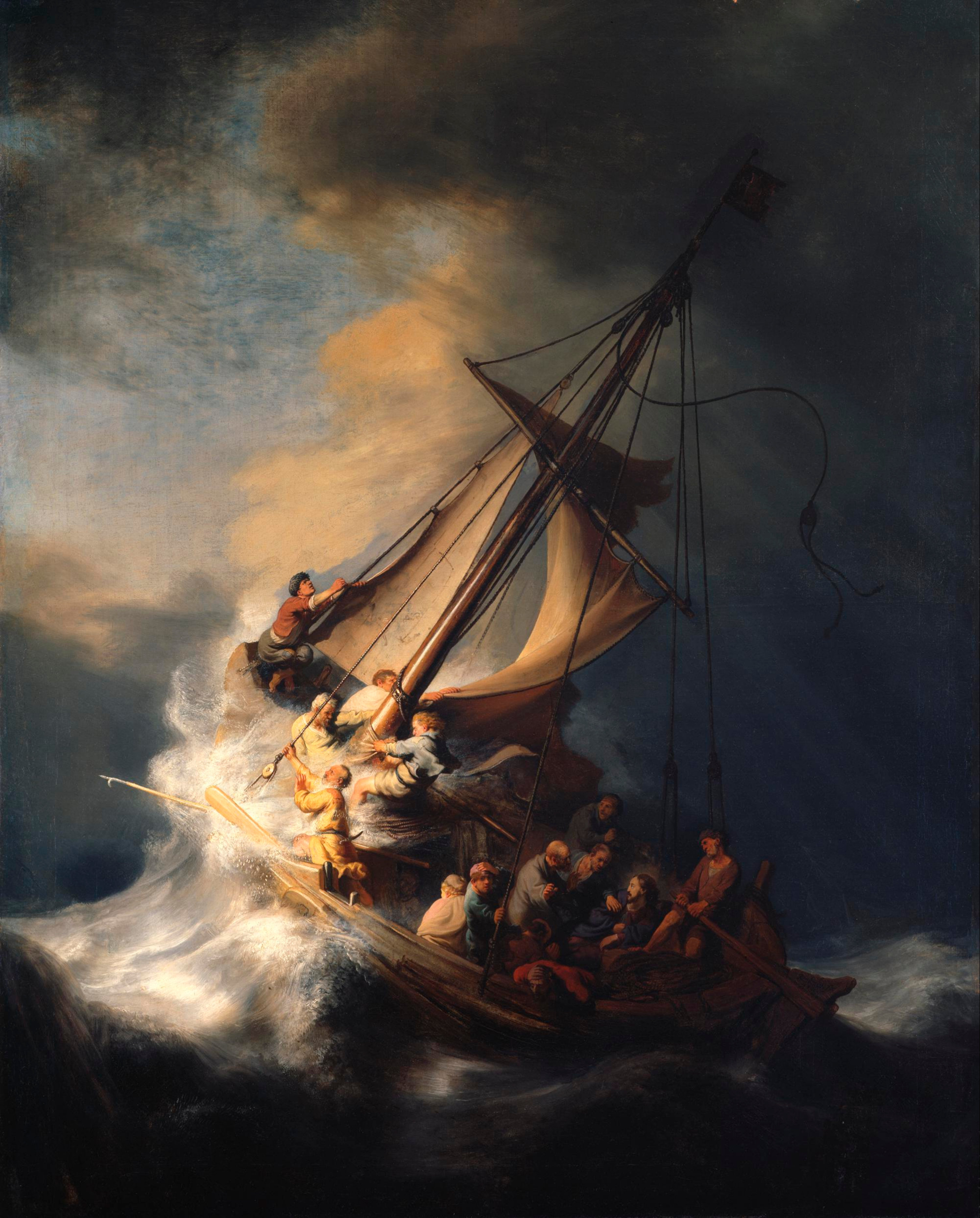
Representació de La tempesta calmada, realitzada per Rembrandt.

Jesus schläft, was soll ich hoffen?, BWV 81 (Jesús dorm, jo què faré?), és una cantata religiosa de Johann Sebastian Bach per al quart diumenge després de Reis estrenada a Leipzig, el 30 de gener de 1724.

## Origen i context
El llibret d'autor desconegut introdueix un versicle de l'evangeli (Mateu 8,26) en el quart número i la segona estrofa de Jesu, meine Freude (BWV 227) en el coral final. El text està clarament relacionat amb l'evangeli del dia que narra la travessia del llac de Genesaret; quan Jesús i els deixebles estaven creuant el llac, de sobte s'aixecà una tempesta, com que Jesús dormia els deixebles, plens de por, el despertaren i li demanaren ajut, Ell els respongué “Per què sou tan covards, gent de poca fe?" Tota la cantata és un diàleg entre el creient – representat pel contralt i el tenor – i Jesús – cantant com és habitual pel baix– amb poca participació del cor, que només intervé en el coral final donant veu al conjunt de fidels. Per a aquesta festivitat del dia de Reis es conserva, a més, la BWV 14

## Anàlisi
Obra escrita per a contralt, tenor, baix i cor (només al número final); dues flautes de bec, dos oboès d'amor, corda i baix continu. Consta de set números, centrats al voltant de l'airoso de baix
1. Ària (contralt): Jesus schläft, was soll ich hoffen? ((Jesús dorm, jo què faré?)
2. Recitatiu (tenor): Herr! Warum trittest du so ferne? (Senyor! Com és que pares tant lluny?)
3. Ària (tenor):  Die schäumenden Wellen von Belials Bächen (Les ones escumoses de les torrenteres de Belial)
4. Airoso (baix): Ihr Kleingläubigen, warum seid ihr so furchtsam? (Perquè temeu, homes de poca fe?)
5. Ària (baix): Schweig, aufgetürmtes Meer! (Asserenat mar turbulent!)
6. Recitatiu (contralt): Wohl mir, mein Jesus spricht ein Wort (Que bé! el meu Jesús ha parlat)
7. Coral: Unter deinen Schirmen (A redossa de ta valença)

L'ària de contralt amb què comença l'obra, té una aparença inicial de cançó de bressol que a poc a poc agafa un caràcter més angoixós i interrogatiu, és essencialment descriptiva i narra el son de Jesús, representat per l'orquestra amb els violins i les violes en un registre més baix i les flautes, a una octava més alta, a l'uníson, que genera una atmosfera de repòs, que s'accentua sobre el mot schläft (dorm). El recitatiu de tenor, número 2, angoixant, dona pas a l'ària, també de tenor, que relata la tempesta, posant un èmfasi especial en stelm (planti cara) i trüsbal (fueteja). En el número central, el baix (Jesús) acompanyat del continu canta el conegut “per què temeu homes de poca fe”, i a l'ària següent, Jesús – amb tota l'orquestra, el continu i l'oboè– ordena que els elements meteorològics es calmin: “Asserenat mar turbulent!, tempesta i vent amolleu!”. El recitatiu de contralt i el coral final que canta la melodia Jesu, meine Freude de Johann Crüger, fan una recapitulació general d'ordre moral. Té una durada aproximada d'uns vint minuts.

## Discografia seleccionada
- J.S. Bach: Das Kantatenwerk. Sacred Cantatas Vol. 5. Nikolaus Harnoncourt, Tölzer Knabenchor (Gerard Schmidt-Gaden, director), Concentus Musicus Wien, Paul Esswood, Kurt Equiluz, Ruud van der Meer. (Teldec), 1994.
- J.S. Bach: The complete live recordings from the Bach Cantata Pilgrimage. CD 7: Romsey Abbey, Hampshire; 30 de gener de 2000. John Eliot Gardiner, Monteverdi Choir, English Baroque Soloists Wiliam Towers, Paul Agnew, Peter Harvey. (Soli Deo Gloria), 2013.
- J.S. Bach: Complete Cantatas Vol. 8. Ton Koopman, Amsterdam Baroque Orchestra & Choir, Bogna Bartosz, Jörg Dürmüller, Klaus Mertens. (Challenge Classics), 2005.
- J.S. Bach: Cantatas Vol. 21. Masaaki Suzuki, Bach Collegium Japan, Robin Blaze, James Gilchrist, Peter Kooy. (BIS), 2003.
- J.S. Bach: Church Cantatas Vol. 26. Helmuth Rilling, Gächinger Kantorei, Bach-Collegium Stuttgart, Julia Hamari, Adalbert Kraus, Siegmund Nimsgern. (Hänssler), 1999.
- J.S. Bach: Cantatas for the Liturgical Year, vol. 8. Sigiswald Kuijken, La Petite Bande, Gerlinde Sämann, Petra Noskaiova, Christoph Genz. (Accent), 2009.